# Walter Alexander Schnitzer
Walter Alexander Schnitzer (* 2. Juni 1926 in Berlin; † 8. September 1985) war ein deutscher Geologe und Paläontologe. Er war Professor an der Universität Würzburg.

## Leben
Schnitzer war der Sohn eines Ingenieurs und kam mit der Familie 1940 nach Erlangen. Nach Abitur und Kriegsdienst im Zweiten Weltkrieg studierte er Geologie in Erlangen und erwarb dort 1950 das Diplom. Er war dort Assistent und wurde 1951 bei Friedrich Birzer über Die Landschaftsentwicklung der südlichen Frankenalb im Gebiet Denkendorf - Kösching nördlich von Ingolstadt promoviert. Im Jahr 1957 wurde er Privatdozent. Die Habilitation erfolgte bei Bruno von Freyberg mit Die Lithologie und Paläogeographie des Buntsandsteins am Westrand der Böhmischen Masse. Er wurde 1963 außerplanmäßiger Professor und unternahm Reisen nach Indien zur Prospektion von Dolomit für ein Stahlwerk in Rourkela. 1967 wurde er wissenschaftlicher Rat und 1972 ordentlicher Professor in Würzburg.
Er befasste sich besonders mit der Trias und ihrer Stratigraphie, aber auch mit anderen Epochen vom Quartär bis zum Präkambrium. Er führte die Quarzkornfarbe als stratigraphisches Hilfsmittel ein. Originell war seine Methode der Gesteins-Differenzierung nach Geruch („Paläogeruch“). Neben Forschungsreisen nach Indien (bis 1967) ging er auch nach Brasilien (1976 bis 1983) und Kanada (1978 bis 1982). Dabei befasste er sich auch mit Angewandter Geologie.
Schnitzer war von 1965 bis 1984 der erste Vorsitzende und zugleich Gründungspräsident der Deutsch-Indischen Gesellschaft Nürnberg-Franken e.V. Unter seiner Leitung entwickelte sich die DIG zu einer aktiven Plattform für den interkulturellen Austausch und förderte den Dialog zwischen Wissenschaft, Kultur und Gesellschaft. Sein langjähriges Engagement prägte maßgeblich die Identität und Ausrichtung der Gesellschaft.

## Schriften
- Die Landschaftsentwicklung der südlichen Frankenalb im Gebiet Denkendorf - Kösching nördlich von Ingolstadt, Geologica Bavarica 28, 1956
- Die Quarzkornfarben-Methoden und ihre Bedeutung für die stratigraphische und paläogeographische Erforschung psammitischer Sedimente : natürl. Quarzkornfarben u. Bestrahlungsfarben, Erlanger Geologische Abhandlungen, 103, 1977
- mit R. G. Schwab: Neue Möglichkeiten erdgeschichtlicher Forschung mit Hilfe des Paläogeruches, Erlanger Geologische Abhandlungen, 101, 1975
- Geologie des Weissen Jura auf den Blättern Kipfenberg und Gaimersheim (südliche Frankenalb),  Erlanger Geologische Abhandlungen, 57, 1965
- Die Quarzkornfarbe als Hilfsmittel für die stratigraphische und paläogeographische Erforschung sandiger Sedimente : (Aufgezeigt an Beisp. aus Ostbayern), Erlanger Geologische Abhandlungen, 23, 1957
- Die Lithologie und Paläogeographie des Buntsandsteins am Westrand der Böhmischen Masse, Erlanger Geologische Abhandlungen, 24, 1957
- mit Wilhelm Haarländer: Geologie und Lithologie des uranführenden Burgsandsteins von Erlangen und Umgebung, Erlanger Geologische Abhandlungen, 37, 1961
- Das Jungpräkambrium Indiens (Purana-System): Neugliederung, Stromatolithenführung und lithofazielle Vergleiche, Erlanger Geologische Abhandlungen, 85, 1971
- Der Schwermineralgehalt der Randfazies des fränkischen Mittleren Keupers in Tiefbohrprofilen, in: Erlanger Geologische Abhandlungen, 11, 1954
- 1965–1984 - Vorsitzender - Prof. Dr. phil. nat. Walter Alexander Schnitzer - Deutsch-Indische Gesellschaft Nürnberg Franken